# Brisighella
Brisighella é uma comuna italiana da região da Emília-Romanha, província de Ravena, com cerca de 7.489 habitantes. Estende-se por uma área de 194 km², tendo uma densidade populacional de 39 hab/km². Faz fronteira com Casola Valsenio, Castrocaro Terme e Terra del Sole (FC), Faenza, Forlì (FC), Marradi (FI), Modigliana (FC), Palazzuolo sul Senio (FI), Riolo Terme.

## Demografia
| Variação demográfica do município entre 1861 e 2011                               |
|                                                                                   |
| Fonte: Istituto Nazionale di Statistica (ISTAT) - Elaboração gráfica da Wikipedia |